# بيير ساباتير (فيزيائي)
بيير ساباتير (بالفرنسية: Pierre Sabatier)‏ هو فيزيائي فرنسي، ولد في 1935.